# محمد ایسیاخم
محمد ایسیاخم (انگلیسی: M'hamed Issiakhem؛ ۱۹۲۸ – ۱۹۸۵) نقاش و آموزگار الجزایری بود. او یکی از مؤسسان نقاشی مدرن الجزایر می‌باشد.